# Ludwig Binswanger
Ludwig Binswanger (ur. 13 kwietnia 1881 w Kreuzlingen, zm. 5 lutego 1966 tamże) – szwajcarski lekarz psychiatra i psychoanalityk, pionier analizy egzystencjalnej (Daseinsanalyse), kierownik sanatorium Bellevue w Kreuzlingen w Turgowii.

## Życiorys
Był pierwszym synem psychiatry Roberta Binswangera (1850–1910) i jego żony Berty Hasencleve. Studiował na Uniwersytecie w Lozannie, Uniwersytecie w Heidelbergu i Uniwersytecie w Zurychu, tytuł doktora medycyny otrzymał w 1907 roku w Zurychu. W 1908 ożenił się z Herthą Buchenberger. 

## Daseinsanalyse
W oparciu o psychoanalizę i fenomenologię – prace Edmunda Husserla, Maxa Schelera i Martina Heideggera – stworzył podstawy analizy egzystencjalnej (Daseinsanalyse). Punktem wyjścia było praca Bycie i czas Heideggera (1927) i jego koncepcja bycia-w-świecie (Dasein); mimo że Heidegger utrzymywał stały kontakt z Binswangerem i był zainteresowany rozwojem jego koncepcji, pod koniec życia (w 1965) publicznie stwierdził, że jego filozofia została źle zrozumiana przez Binswangera.
Główną filozoficzną pracą Binswangera jest Grundformen und Erkenntnis menschlichen Daseins (1944), pozostaje ona nieprzetłumaczona na język angielski. W tłumaczeniu dostępne są jedynie pojedyncze eseje i opisy przypadków.
W 1922 roku podjął próbę umieszczenia psychoanalizy w szerszym, psychologicznym i filozoficznym kontekście (Einführung in die Probleme der allgemeinen Psychologie). W latach 1992–1994, ukazały się cztery tomy dzieł wybranych Ludwiga Binswangera. Opracowano jego korespondencję z Paulem Häberlinem i z Sigmundem Freudem.

## Wybrane prace
- Über das Verhalten des psychogalvanischen Phänomens beim Assoziationsexperiment. Diagnostische Assoziationsstudien, 1907
- Über Entstehung und Verhütung geistiger Störungen, 1910
- Einführung in die Probleme der allgemeinen Psychologie. Berlin, 1922
- Wandlungen in der Auffassung und Deutung des Traumes. Berlin, 1928
- Traum und Existenz, 1930
- Zur Geschichte der Heilanstalt Bellevue. Kreuzlingen, 1857–1932
- Über Ideenflucht. Zürich, 1933
- Freuds Auffassung des Menschen im Lichte der Anthropologie. Erweiterter Festvortrag gehalten zur Feier des 80. Geburtstags von Sigmund Freud im Akad. Verein für medizin. Psychologie. Wien, 1936
- Grundformen und Erkenntnis menschlichen Daseins. Zürich, 1942
- Über Sprache und Denken. Basel, 1946
- Ausgewählte Aufsätze und Vorträge, Bd. 1: Zur phänomenologischen Anthropologie. Bern, 1947
- Henrik Ibsen und das Problem der Selbstrealisation in der Kunst. Heidelberg, 1949
- Die Bedeutung der Daseinsanalytik Martin Heideggers für das Selbstverständnis der Psychiatrie, 1949
- Über Martin Heidegger und die Psychiatrie. Festschrift zur Feier des 350jährigen Bestehens des Heinrich-Suso-Gymnasium zu Konstanz, 1954
- Ausgewählte Vorträge und Aufsätze, Bd. II: Zur Problematik der psychiatrischen Forschung und zum Problem der Psychiatrie. Bern, 1955
- Erinnerungen an Sigmund Freud. Bern, 1956
- Drei Formen missglückten Daseins. Verstiegenheit, Verschrobenheit, Manieriertheit. Tübingen, 1956
- Schizophrenie. Pfullingen, 1957
- Der Mensch in der Psychiatrie. Pfullingen, 1957
- Melancholie und Manie. Phänomenologische Studien. Pfullingen, 1960
- Geleitwort zu Hans Häfners „Psychopathien”,,. Monographien aus dem Gesamtgebiet der Neurologie und Psychiatrie. Berlin, 1961
- Der Musische Mensch. Vorwort zu „Musische Erziehung”. Amriswil, 1962
- Wahn. Beiträge zu seiner phänomenologischen und daseinsanalytischen Erforschung. Pfullingen, 1965
- Ausgewählte Werke in 4 Bänden. Roland Asanger, Heidelberg, 1992–1994
  - Band 1: Formen missglückten Daseins, hrsg. v. Max Herzog, 1992, ISBN 3-89334-206-0
  - Band 2: Grundformen und Erkenntnis menschlichen Daseins, hrsg. v. Max Herzog und Hans-Jürg Braun, 1993, ISBN 3-89334-203-6 ISBN 3-89334-207-9
  - Band 3: Vorträge und Aufsätze, hrsg. v. Max Herzog, 1994, ISBN 3-89334-204-4 ISBN 3-89334-208-7
  - Band 4: Der Mensch in der Psychiatrie, hrsg. v. Alixe Holzhey-Kunz, 1994, ISBN 3-89334-205-2 ISBN 3-89334-209-5